# Avaí (São Paulo)
Avaí est une municipalité brésilienne de l'État de São Paulo et la Microrégion de Bauru.

## Démographie
| Évolution de la population (municipalité) | Évolution de la population (municipalité) | Évolution de la population (municipalité) | Évolution de la population (municipalité) |
| Année                                     | Population                                |                                           | %±                                        |
| ----------------------------------------- | ----------------------------------------- | ----------------------------------------- | ----------------------------------------- |
| 1920                                      | 15 146                                    |                                           |                                           |
| 1940                                      | 12 356                                    |                                           | −18,4%                                    |
| 1950                                      | 8 085                                     |                                           | −34,6%                                    |
| 1960                                      | 6 704                                     |                                           | −17,1%                                    |
| 1970                                      | 5 252                                     |                                           | −21,7%                                    |
| 1980                                      | 5 367                                     |                                           | 2,2%                                      |
| 1991                                      | 4 644                                     |                                           | −13,5%                                    |
| 2000                                      | 4 596                                     |                                           | −1,0%                                     |
| 2010                                      | 4 959                                     |                                           | 7,9%                                      |
| 2022                                      | 4 483                                     |                                           | −9,6%                                     |
| ,                                         |                                           |                                           |                                           |